# Turistická značená trasa 1974
 Turistická značená trasa 1974 je 1,5 km dlouhá modře značená trasa Klubu českých turistů v Orlických horách a v okrese Ústí nad Orlicí spojující Lichkov s hřebenem Orlických hor. Její převažující směr je jihovýchodní. Závěrečná část trasy se nachází na území přírodního parku Suchý vrch - Buková hora.

## Historie
Trasa 1974 byla vyznačena v roce 2012 jako nástupní trasa k v té době zrekonstruované a přetrasované naučné stezce Betonová hranice. V první polovině devadesátých let krátce existovala rovněž modře značená trasa spojující Lichkov s hřebenem hor, ale v jiné trase. Vznikla v rámci propojování nově otevřeného muzea v dělostřelecké tvrzi Bouda s okolím. Výchozím bodem bylo stejně jako dnes nádraží, trasa ale opouštěla Lichkov po cestě u čp. 110 a končila v sedle mezi Vysokým kamenem a Boudou na rozcestí s Jiráskovou cestou. Pro odpor majitelů pozemků ale nedošlo ani k osazení směrovek a po několika měsících byla zrušena.

## Průběh trasy
Trasa 1974 má svůj počátek v nadmořské výšce 530 metrů u nádraží v Lichkově a z počátku vede v souběhu se zeleně značenou trasou 4298 z dělostřelecké tvrze Bouda do Mladkova. Na konci obce překračuje Tichou Orlici a stoupá pastvinami na Mlýnský vrch, kde se u Bergmanova kříže v nadmořské výšce 606 metrů nachází koncové rozcestí se žlutě značenou trasou 7321 z Mladkova do úbočí Boudy a zároveň naučnou stezkou Betonová hranice. Je možné i pokračování po již neznačené cestě sestupující na opačné straně z hřebene na červeně značenou Jiráskovu cestu.